# 백 투 더 비기닝
《백 투 더 비기닝》(영어: Project Almanac)은 2015년 공개된 미국의 파운드 푸티지 SF 스릴러 영화이다. 딘 이즈리얼라이트 감독의 작품이며 마이클 베이 사단이 제작에 참여했다. 조니 웨스턴, 소피아 블랙델리아, 샘 러너, 앨런 에반젤리스타, 버지니아 가드너, 에이미 랜데커가 출연한다.

## 줄거리
고등학생이자 발명가를 꿈꾸는 데이비드 라스킨은 MIT에 합격하지만, 학비 때문에 어려움을 겪는다. 집을 팔아야 할 상황에 놓이자, 데이비드는 누나 크리스티나, 친구 아담, 퀸과 함께 돌아가신 아버지의 물건을 뒤지며 장학금을 받을 만한 것을 찾기로 한다. 이들은 아버지의 옛날 카메라에서 7살 생일 파티 영상 속 자신의 모습이 현재 나이로 비치는 것을 발견하고, 아버지의 작업실에서 타임머신의 설계도를 찾는다.
이들은 연료를 구해 타임머신을 작동시키고, 장난감 자동차를 과거로 보내는 데 성공하지만, 동네 정전을 일으킨다. 데이비드의 오랜 짝사랑 제시는 연료를 제공하며 이들의 실험에 동참하게 된다. 이들은 과거로 돌아가 퀸의 등에 낙서를 하는 등 사소한 일들을 경험하지만, 과거의 퀸이 깨어나면서 시간선에서 사라질 뻔한 위기를 겪는다. 이후, 이들은 개인적인 이득을 위해 타임머신을 사용하되, 혼자서는 시간 여행을 하지 않기로 약속한다.
데이비드는 롤라팔루자 축제에서 제시에게 고백하지 못했던 것을 후회하고 혼자 과거로 돌아가 관계를 개선한다. 하지만, 미래가 바뀌면서 학교 농구 스타 선수가 교통사고를 당하고, 그 선수의 아버지인 조종사가 비행기 추락 사고를 일으키는 등 끔찍한 결과들이 나타난다. 데이비드는 다시 혼자 과거로 돌아가 사고를 막지만, 이번에는 아담이 교통사고로 혼수상태에 빠진다.
계속되는 시간 여행 속에서 제시가 데이비드의 시간 여행을 목격하고 함께 과거로 가게 된다. 데이비드는 제시에게 고백을 위해 시간 여행을 이용했다는 사실을 털어놓고, 제시의 과거 자아가 나타나면서 그녀는 시간선에서 사라진다. 다른 방법이 없다고 판단한 데이비드는 타임머신을 만들지 않기 위해 과거로 돌아가려 하지만, 연료가 부족한 상황에 처한다. 현재로 돌아오자 제시는 실종된 상태이고, 경찰은 데이비드를 의심한다. 데이비드는 경찰을 피해 학교에 들어가 수소통을 얻고, 경찰이 들이닥치기 직전, 10년 전 자신의 7번째 생일파티로 돌아간다.
과거에서 아버지와 만난 데이비드는 타임머신의 위험성을 알리고, 자신의 아들에게 작별 인사를 하라고 설득한다. 아버지는 설계도와 주요 부품을 파괴하고, 데이비드는 시간선에서 사라진다. 하지만, 데이비드가 남겨둔 카메라가 다른 시간선에서 발견되고, 데이비드와 크리스티나는 아버지의 카메라와 함께 이전 시간선의 영상들을 발견한다. 데이비드는 학교에서 제시에게 미래에 대한 지식을 보여주며 함께 "세상을 바꿀 것"이라고 말한다.

## 출연
- 조니 웨스턴 - 데이비드 래스킨
- 소피아 블랙델리아 - 제시 피어스
- 샘 러너 - 퀸 골드버그
- 앨런 에반젤리스타 - 애덤 리
- 버지니아 가드너 - 크리스티나 래스킨
- 에이미 랜데커 - 캐시 래스킨
- 게리 위크스 - 벤 래스킨
- 미셸 더브레이티스 - 세라 네이선
- 패트릭 존슨 - 토드
- 게리 그러브스 - 루 박사
- 케이티 가필드 - 리브

## 기타
- 총괄프로듀서: 조시 애펠바움
- 총괄프로듀서: 안드레 네멕
- 총괄프로듀서: 빅키 디 록
- 조감독: 립 머레이
- 사운드슈퍼바이저: P.K. 후커
- 미술: 마서 아매드
- 세트: 데이빗 스미스
- 시각효과: 마크 O. 포커
- 분장: 킴벌리 그린
- 의상: 메리 제인 포트
- 섭외: 데니즈 채미언